# Disgusting Lies
Disgusting Lies – polska grupa crustcore’owa z Łodzi.

## Historia zespołu
Zespół powstał w 4 osobowym składzie w styczniu 1992. W czerwcu 1992 do zespołu doszedł nowy perkusista, a dotychczasowy przeszedł na drugi wokal. Przez kolejne 3 lata zespół istniał w pięcioosobowym składzie:
- Aro – gitara basowa
- Kurzu – wokal
- Przeman – wokal
- Si’core – perkusja
- Marian – gitara

W tym okresie zespół zagrał kilkanaście koncertów i nagrał demo – „Byt Określa Świadomość” [Demonstracja Tapes – 1995].
W połowie 1995 do zespołu doszła gitarzystka – Yaga. W sześcioosobowym składzie, w listopadzie ’95 został zarejestrowany materiał na 7"EP – „Richman/Poorman” [Malarie Records – 1996]. Na początku 1997 zespół opuścił Kurzu, a rolę drugiego wokalisty przejął Marian (grając jednocześnie na gitarze). Latem '97 grupa pojechała na pierwszą trasę, grając koncerty w Polsce, Niemczech, Belgii i Francji. W roku 1998 ukazała się w Kanadzie składankowa kaseta – „Nightmare Reality # 5", na której znalazło się kilka utworów grupy pochodzących z 7"EP-„Richman/Poorman”. Zimą 1998 zespół nagrał materiał na 12"LP – „Pewnego Dnia... /One Day.../” [Malarie Records / Nikt Nic Nie Wie – 1999]. W kilku numerach na tym materiale gościnnie na wokalu wystąpiła Madziąga – wokalistka kapeli Nebula ze Zgorzelca.
W grudniu 1998 z zespołu odeszła Yaga, która wyjechała na stałe do Anglii, gdzie grała jakiś czas w Oi Polloi, a obecnie jest gitarzystką grupy Disorder.
W lutym 1999 w Japonii nakładem MCR Comp., ukazał się 7"EP split DISGUSTING LIES / FACT – „No One Complains”, który zawierał cztery utwory z sesji nagranej na LP. Wiosną 1999 odbyła się druga trasa – kilka koncertów w Chorwacji. Jesienią 2000 zespół przechodził kryzys, pojawiły się problemy i nieporozumienia, w rezultacie których, pod koniec października 2000 z zespołu odszedł Marian. Poszukiwania nowego gitarzysty trwały do końca kwietnia 2001, kiedy do grupy dołączył Bart i od tej chwili skład kapeli wyglądał następująco:
- Przeman – wokal
- Bart – gitara
- Aro – gitara basowa
- Si’core – perkusja

Do końca roku został przygotowany nowy materiał, nagrany w styczniu 2002. utwory nagrane podczas tej sesji zostały wydane jako 10”LP – „Don’t Ask, Just Listen!”, przez dwie włoskie wytwórnie [Agipunk/Angry rec. – 2002]. Wiosną 2003 odbyła się trasa promująca nową płytę – zespół grał we Włoszech i Szwajcarii. Rok 2004 to przygotowanie nowego materiału na split z włoską grupą Campus Sterminii. Po kilku miesiącach numery zostały nagrane i wydane na płycie – DISGUSTING LIES / CAMPUS STERMINII – 12” LP split.

## Dyskografia
- „Byt Określa Świadomość” – demo ’95 [Demonstracja Tapes – 1995]
- „Richman / Poorman” – 7”EP [Malarie Records – 1996]
- „Nightmare Reality # 5" – Tape [Simon Pare rec. – 1998]
- „No One Complains” – 7”EP split w/ FACT [MCR Comp. – 1999]
- „Pewnego Dnia… (One Day…)” – 12”LP [Malarie Records / Nikt Nic Nie Wie – 1999]
- „Don’t Ask, Just Listen!” – 10”LP [Agipunk / Angry Rec. – 2002]
- „No Choice, No Way” – 12”LP split w/CAMPUS STERMINII [Agipunk – 2005]
- „Beginning” – CD+DVD [MCR Comp. – 2008]